# New Castle (Colorado)
New Castle is een plaats (town) in de Amerikaanse staat Colorado, en valt bestuurlijk gezien onder Garfield County.

## Demografie
Bij de volkstelling in 2000 werd het aantal inwoners vastgesteld op 1984.
In 2006 is het aantal inwoners door het United States Census Bureau geschat op 3294, een stijging van 1310 (66.0%).

## Geografie
Volgens het United States Census Bureau beslaat de plaats een oppervlakte van
6,1 km², waarvan 6,0 km² land en 0,1 km² water.

## Plaatsen in de nabije omgeving
De onderstaande figuur toont nabijgelegen plaatsen in een straal van 48 km rond New Castle.